# Вейтцейл, Эбби
Эбби Вейтцейл (англ. Abbey Weitzeil; род. 3 декабря 1996, Валенсия, Калифорния) — американская пловчиха, специализирующаяся на плавании вольным стилем. Двукратная олимпийская чемпионка, двукратный серебряный и бронзовый призёр Олимпийских игр, двукратная чемпионка мира. Рекордсмен Америки в плавании на 50 ярдов вольным стилем. Она также входила в состав женской команды в эстафете 4 по 100 метров вольным стилем, которая установила рекорд Америки. Вейтцейл училась в Калифорнийском университете в Беркли с 2016 по 2020 годы, выступая за университетскую команду.

## Биография
Эбби Вейтцейл родилась 3 декабря 1996 года в семье Конрада и Мишель Вейтцейлов. У неё есть сёстры Кейтлин и Алекса. Она начала заниматься плаванием в возрасте 12 лет и сначала ей не нравился этот вид спорта.

## Карьера
На зимнем юниорском чемпионате США в 2014 году Вейтцейл установила американский рекорд в плавании на 100 ярдов вольным стилем. Её рекордное время 46,29 превзошло предыдущий рекорд Симоны Мануэль.
В 2014 году на турнире Phillips 66 Nationals, который был отбором на чемпионат мира 2015 года, Вейтцейл заняла пятое место в плавании на 50 метров вольным стилем и четвёртое — на дистанции 100 метров вольным стилем. Она также отобралась на Тихоокеанский чемпионат, где стала десятой на дистанции 100 метров вольным стилем. Она выиграла серебро в эстафете 4 по 100 метров вольным стилем с Симоне Мануэль, Мисси Франклин и Шеннон Вриленд, пройдя свой этап за 53,81 секунды.
Позже в том же году Вейтцейл выиграла одну золотую и две серебряные медали на чемпионате мира 2014 года по короткой воде в Дохе.
На чемпионате мира 2015 года Вейтцейл выиграла золотую медаль в смешанной эстафете 4 по 100 метров вольным стилем и бронзу в аналогичной женской эстафете.
Вейтцейл попала в состав сборной США на свою первую Олимпиаду. На отборочных соревнованиях она победила на дистанциях 50 и 100 метров вольным стилем с результатами 24,28 и 53,28 секунды, соответственно.
На Олимпийских играх она выиграла серебряную медаль в первый день соревнований в эстафете 4 по 100 метров вольным стилем вместе с Симоне Мануэль, Даной Воллмер и Кэти Ледеки с результатом 3.31,89, что стало новым американским рекордом. Её результат 52,56 стал самым быстрым среди четырёх американок. Вейтцейл также участвовала в предварительных заплывах комбинированной эстафеты 4 по 100 метров, с результате став олимпийской чемпионкой, когда сборная США одержала победу в финале. В индивидуальных соревнованиях Вейтцейл финишировала седьмой на дистанции 100 метров вольным стилем с результатом 53,30 с и не попала в финал на дистанции 50 метров вольным стилем.
На чемпионате мира по водным видам спорта 2019 года в Кванджу Вейтцейл завоевала золото в женской эстафете 4 по 100 метров вольным стилем, а также серебро в смешанной эстафете 4 по 100 метров вольным стилем.
На старших курсах обучения в университете в Беркли Вейтцейл стала обладательницей награды Honda Sports Award, присуждаемой лучшей студентке страны по плаванию и прыжкам в воду.